# Anisacate
Anisacate (o, en muchas cartografías y documentos Anizacate) es una localidad situada en el departamento Santa María, provincia de Córdoba, Argentina.
Se encuentra situada a orillas del río Anisacate, sobre la ruta provincial 5, a 11 km al sur de la cabecera departamental Alta Gracia y a 42 km de la Ciudad de Córdoba.
Desde el año 2011, está organizada políticamente como municipio.
La localidad pertenecía antaño el casco histórico de la estancia de Alta Gracia.

## Población
Cuenta con 8528 habitantes (Indec, 2022), lo que representa un incremento del 185% frente a los 2991 habitantes (Indec, 2010) del censo anterior. Integra el aglomerado denominado Anisacate - Villa La Bolsa - Villa Los Aromos o Gran Alta Gracia que cuenta con una población de 91,738 habitantes (Indec, 2022).
De acuerdo al censo provincial 2008, tenía 2692 habitantes. Si bien no se publicaron datos de áreas urbanas para este censo, la sumatoria de las cifras correspondientes a las villas turísticas que integran el conurbano de Anisacate, asciende a 5206 habitantes.
| Gráfica de evolución demográfica de Anisacate entre 1890 y 2022 |
|                                                                 |
| Fuente: censos nacionales del INDEC                             |

## Toponimia
Anisacate significa en la lengua comechingona: "pueblo del cielo".

## Historia[2]

### Asentamiento Indígena
Anisacate es una de las localidades más antiguas de la provincia de Córdoba, con una historia que se remonta a la época precolombina. El valle de Paravachasca, cuyo nombre significa “vegetación enmarañada”, era habitado por los comechingones, un pueblo descendiente de los incas. Su entorno, caracterizado por la abundancia de algarrobos, quebrachos y talas, les proporcionaba refugio y recursos para la subsistencia. Practicaban la caza, la pesca y el cultivo del maíz, utilizando herramientas como arcos, flechas y morteros de piedra, algunos de los cuales se han hallado cerca del río Anisacate.
En el siglo XVI, la población indígena en la región era de aproximadamente 400.000 personas, pero esta cifra disminuyó drásticamente para 1785 debido a enfermedades, matanzas y mestizaje.

### La Influencia Jesuita
Los jesuitas llegaron a la región a finales del siglo XVI. En 1685, construyeron en Anisacate canales de riego, un molino y una capilla, cuyas ruinas persisten a unos 300 metros rio arriba del actual puente. Estas obras se desarrollaron en tierras donadas por Don Tristán de Tejeda, con el objetivo de fomentar la agricultura y abastecer al Colegio Máximo de Córdoba. Sin embargo, en 1643 los jesuitas abandonaron la zona al recibir tierras en Alta Gracia, donadas por Don Alonso Nieto.

### La Posta de Anisacate
En la época colonial, Anisacate contaba con una posta ubicada en la margen derecha del río, cerca del puente actual. Este edificio de estilo colonial servía para el recambio de caballos y ofrecía servicios de hospedaje y alimentos. Funcionó hasta finales del siglo XIX, conectando Potrero de Garay, Alta Gracia y Córdoba.

### Infraestructura de Canales de Riego[5]
- Primer canal: Antes de la donación de Don Tristán de Tejeda a las Monjas Carmelitas, se construyó un canal para derivar agua en "Los Talas" (este de Anisacate). La toma estaba a 400 metros río abajo del actual puente, bordeando las barrancas. Este canal dejó de funcionar porque el río profundizó su lecho y erosionó la barranca.
- Segundo Canal: Construido por los Jesuitas en la banda sur del río para regar sus tierras e instalar un molino. La toma estaba 400 metros río arriba del puente. En 1975, una riada destruyó parte del canal, y no fue restaurado. Su agua movía un molino y terminaba en una laguna artificial ubicada en el actual vivero de Anisacate.
- Tercer Canal: En 1685, las Monjas Carmelitas y los Jesuitas acordaron la construcción de un canal a cambio de tierras. La toma, hecha en piedra viva, estaba en el río Anisacate, entre las calles Neuquén y Buenos Aires, en Villa La Bolsa. El canal tenía más de 5 km y cruzaba lo que hoy es la Ruta Nacional 5. Las Monjas usaban el agua para regar sus tierras. Este canal también dejó de funcionar.
- Cuarto Canal: Construido en 1913, cruzaba Anisacate unos 500 metros al sur de los anteriores. Su toma estaba en "Los Patos" y abastecía las estancias "Las Rosas" y "Los Dos Ríos".
- Quinto Canal: Único en la margen izquierda del río, construido también en este siglo. Su toma está frente al Club Agricultura y llega a la estancia Santa Francisca. Según relatos, fue construido por presos locales como castigo.

### Los Antonello y la Modernización
En 1895, la familia Antonello emigró desde San Martino di Lúpuri, Italia, y hacia 1905 compró tierras en Anisacate. Fundaron la "Colonia Antonello", dedicada a la agricultura, ganadería, viñedos y viveros. Don Domingo Antonello fue clave en la construcción del primer puente sumergible sobre el río en 1915 y en la creación de la primera escuela, para la cual donó dos manzanas de terreno.

### El Río Anisacate y los Puentes[6]
Al principio, el río Anisacate representaba un obstáculo para el transporte de alimentos y el tránsito entre sus márgenes. Domingo Antonello, dio una solución inicial al problema instalando un cable carril con un canasto. Este sistema permitía transportar mercaderías y, de forma limitada, a una persona, siempre que alguien halara la cuerda desde la orilla opuesta. El cable carril funcionó hasta 1915, cuando fue reemplazado por el primer puente del lugar.
El Primer Puente: El primer puente fue construido por el propio Antonello tras la negativa del gobierno a financiar la obra. Se emplearon piedras del río y mortero de cal para levantar pilares, algunos de los cuales aún emergen de las aguas. Este puente sumergible soportaba el paso de un solo vehículo a la vez y estaba ubicado unos 50 metros río arriba del actual. Sin embargo, no resistía las crecientes y pronto quedó obsoleto debido al aumento del tránsito, especialmente por la llegada de vehículos motorizados.
El Segundo Puente: Ante las limitaciones del primer puente, en una fecha posterior se construyó otro más elevado con rieles de ferrocarril, durmientes y caños como barandillas. Aunque mejorado, este puente seguía siendo inseguro durante las crecientes, por lo que los lugareños evitaban cruzarlo en tales condiciones. Además, se destacaba por el ruido que generaban los vehículos al pasar.
El Tercer y Actual Puente: En 1936, la necesidad de construir un nuevo camino hacia el Valle de Calamuchita impulsó el proyecto de un puente adecuado para el tránsito de doble mano. Los hermanos Gottardo y Cristóbal Mazzucco cedieron las tierras necesarias para su construcción, diseñada y dirigida por el ingeniero Dietrich. El puente fue inaugurado en 1939 y permanece en uso hasta hoy.Afortunadamente, el nuevo puente sobrevivió a una de las crecientes que destruyó el anterior poco después de su inauguración.

#### La Escuela Vicente López y Planes
A principios del siglo XX, Don Domingo Antonello, detectó la carencia de una institución educativa en la región, lo que dificultaba el acceso a la educación de los niños, quienes no podían asistir a escuelas en Alta Gracia debido a la distancia. En 1910, solicitó la creación de una escuela al Consejo Provincial de Educación, pero su solicitud fue rechazada por falta de recursos.
Antonello, ante la falta de respuesta oficial, ofreció su hogar como aula y asumió los costos del salario de la maestra. Este gesto posibilitó la apertura de la escuela, que inicialmente funcionó en su casa. Posteriormente, en 1912, Antonello donó 2 manzanas de terrenos para la construcción de un edificio escolar.
A lo largo de las décadas, la escuela sufrió varias reubicaciones, hasta que en 1942 se inauguró su edificio definitivo, con la presencia del gobernador provincial. En 1944, se le otorgó el nombre de "Vicente López y Planes" en homenaje al prócer argentino.
La institución ha tenido una constante evolución en cuanto a dirección y matrícula estudiantil. En la década de 1960, se fundó la cooperativa escolar "Ayuda Mutua", cuyo objetivo era colaborar con la provisión de materiales y organizar actividades para los estudiantes. Esta cooperativa, creada por Elisa Mazzucco de Pautasso y Velia R. Avalle de Funes.
Policía de Anisacate

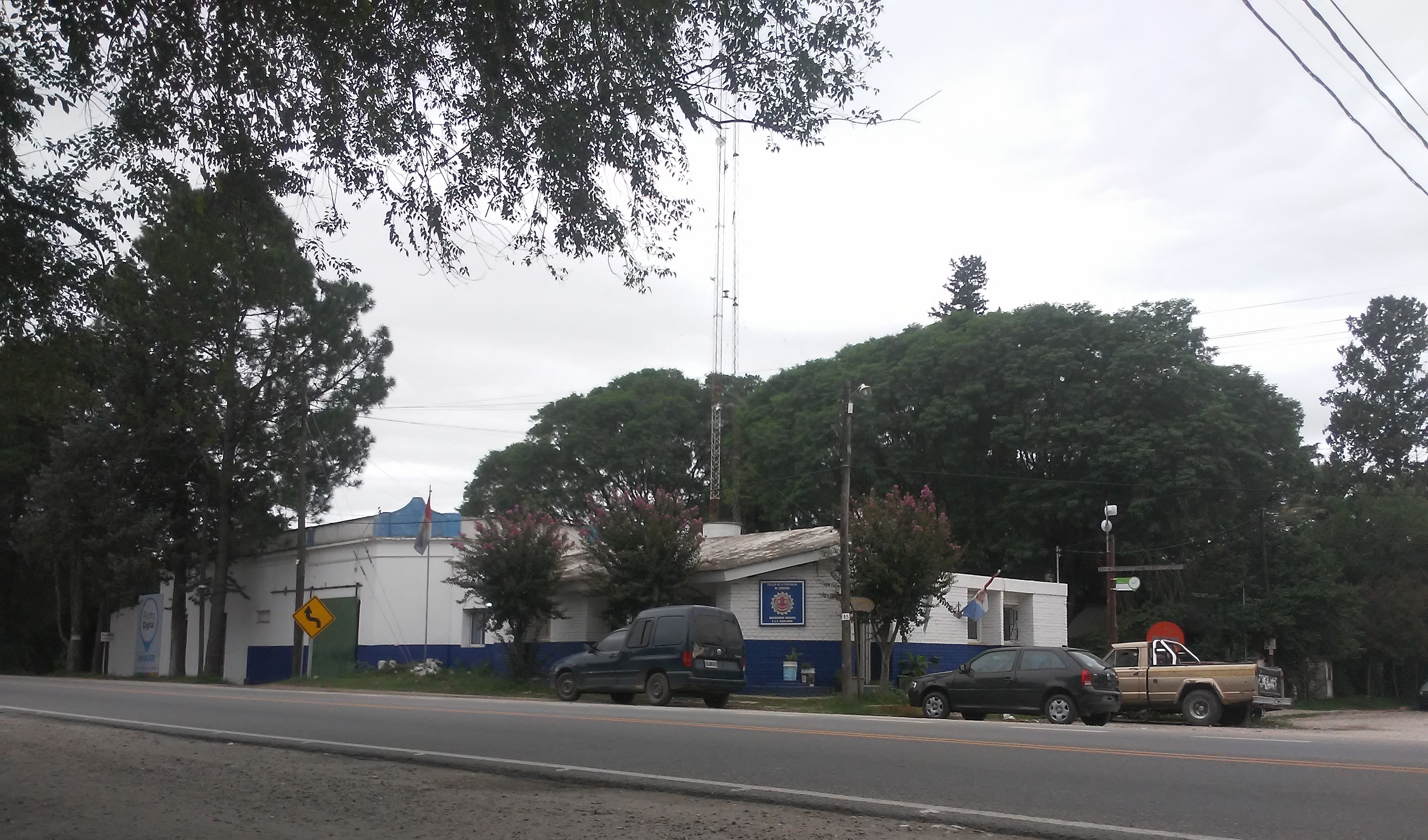
vista de la subcomisaria en el barrio de Anisacate centro

A principios de la tercera década del siglo XX, se estableció un destacamento policial en Anisacate, cuya jurisdicción abarcaba una extensa área del departamento de Santa María. Con el tiempo, este destacamento se transformó en Subcomisaría, y a partir de entonces, se crearon puestos policiales en varios puntos alejados.
Inicialmente, el local utilizado por la policía era un edificio antiguo que no cumplía con las comodidades necesarias ni con la funcionalidad requerida. Esta situación perduró hasta que el señor Micheletti, responsable de la Dirección General para la instalación de la Policía provincial, consiguió fondos destinados a la compra de materiales de construcción, los cuales fueron suministrados por una firma de Alta Gracia.
Con la colaboración de la comunidad y bajo la dirección del Comisario Milanesio, se iniciaron las obras de construcción del nuevo edificio, en las cuales participaron también policías desempeñándose como albañiles. El nuevo local fue inaugurado el 8 de diciembre de 1988, con la presencia de autoridades provinciales, entre ellas el Jefe Político Adriano Carignani.
A lo largo de los años, se recuerda a algunos de los primeros Subcomisarios, como Rubén Carrillo y Nicandro Maldonado.

#### La Iglesia del Sagrado Corazón[7]
A finales de la década de 1930, surgió la idea de construir una iglesia en Anisacate. Dos familias, la de los Cafferata y la de los Torres Ratto, asumieron la iniciativa, aunque no se pusieron de acuerdo sobre la ubicación del templo. La situación se resolvió cuando Tomás Blas vendió terrenos al señor Guzmán Garay, quien cedió dos manzanas para la iglesia y para las monjas Vicentinas. En 1941, se colocó la piedra fundamental para la construcción.
La obra fue financiada principalmente por el esfuerzo de Torres Ratto, quien organizó colectas y eventos como rifas y quermeses. Aunque hubo dificultades debido a falta de fondos y problemas técnicos en la construcción, el templo se completó en 1941, sin la participación del Padre Buteler, quien había criticado su diseño.
La inauguración del templo fue presidida por el Arzobispo de Córdoba, Monseñor Fermín Lafitte. Las imágenes del interior fueron traídas de Rosario y restauradas posteriormente. La señora Rufina Oviedo de Vargas, conocida como "La Negrita", cuidó la iglesia durante más de 56 años.
Inicialmente, la atención sacerdotal estuvo a cargo de la Parroquia de Alta Gracia. En 1963, la iglesia de Anisacate fue elevada a Parroquia, pero luego pasó a depender nuevamente de Alta Gracia y, posteriormente, de los Padres Salesianos en 1969. La "Casa Pastoral" fue construida durante este tiempo. Actualmente, la iglesia está a cargo del Padre Aldo Tobares.

#### La Cooperativa de Electricidad
La "Cooperativa de Electricidad de Anisacate" fue fundada en 1953 bajo la presidencia de Carlos R. Torres Cabanillas. Inicialmente, la electricidad provenía de la usina de La Bolsa. En 1961, EPEC inauguró una línea desde Boca del Río, permitiendo una mejor distribución. En 1987, la cooperativa amplió sus funciones y cambió su nombre a "Cooperativa de Electricidad, Obras y Servicios Públicos de Anisacate".

#### La Comuna de Anisacate
En 1964, vecinos como José Gómez y Salomón Palacios organizaron rifas para adquirir el terreno donde se construyó el primer dispensario. En 1991, el Centro Vecinal se transformó oficialmente en la "Comuna de Anisacate". Entre sus logros más notables está la creación del Bachillerato Técnico Especializado en 1987, que comenzó con 30 estudiantes y 12 profesores.

## Barrios
Los barrios reconocidos oficialmente son:
- Aghina Cafferata
- Aires de Anisacate
- Alto Las Palmas
- Altos de Anisacate
- Anisacate Centro
- Balcón De Paravachasca
- Chacras de Anisacate
- Costa Azul
- El Descanso
- Gollan Cafferata
- Kanmar
- La Carolina
- La Marianita
- La Ribera (Norte)
- La Ribera (Sur)
- Llajta Sumaj
- Los Algarrobos
- Los Chañaritos
- Los Morteritos
- Los Talas
- Parque El Aromo
- Parque La Lila
- Parque María Carrasco
- Parque San José
- Parque San Martin
- Quintas de Anisacate
- Rescala
- Santa Teresa
- Valle de Alta Gracia
- Villa Bas Cafferata (Norte)
- Villa Bas Cafferata (Sur)
- Villa Marista
- Villa Mazzucco
- Villa Montenegro
- Villa Nazareth
- Villa Pautasso
- Villa Río Anisacate
- Villa Rio "A"
- Villa Satyta
- Vistas de Anisacate
- Zona Becerra

###### Loteos y Barrios cerrados dentro de la localidad
- Altos de Anisacate II
- Barrancas del Río
- El Remanso
- Monte y Manto
- Reserva La Mariana
- Villa Monti

###### Asentamientos informales
En 2023 la RENAB (Registro Nacional de Barrios Populares)  registro un área de 8 Manzanas de la parte céntrica del barrio Villa Río Anisacate como barrio popular con una cantidad de 39 familias.

## Economía
La principal actividad económica es el turismo, y entre sus principales atractivos se encuentran el paisaje serrano del Valle de Paravachasca, la histórica capilla Ortodoxa Rusa fundada a fines del siglo XIX por inmigrantes rusos, un molino construido por los jesuitas y un importante balneario que cuenta con varios metros de costa.

Complementariamente a esta actividad, la localidad cuenta con una infraestructura turística importante, como hoteles y numerosos campings.

## Sismicidad
La sismicidad de la región de Córdoba es frecuente y de intensidad baja, y un silencio sísmico de terremotos medios a graves cada 30 años en áreas aleatorias. Sus últimas expresiones se produjeron:
- 22 de septiembre de 1908 (116 años), a las 17.00 UTC-3, con 6,5 Richter, escala de Mercalli VII; ubicación 30°30′0″S 64°30′0″O / -30.50000, -64.50000; profundidad: 100 km ; produjo daños en Deán Funes, Cruz del Eje y Villa de Soto, provincia de Córdoba, y en el sur de las provincias de Santiago del Estero, La Rioja y Catamarca[11]

- 16 de enero de 1947 (78 años), a las 2.37 UTC-3, con una magnitud aproximadamente de 5,5 en la escala de Richter (terremoto de Córdoba de 1947)[10]

- 28 de marzo de 1955 (70 años), a las 6.20 UTC-3 con 6,9 Richter: además de la gravedad física del fenómeno se unió el desconocimiento absoluto de la población a estos eventos recurrentes (terremoto de Villa Giardino de 1955)

- 7 de septiembre de 2004 (20 años), a las 8.53 UTC-3 con 4,1 Richter

- 25 de diciembre de 2009 (15 años), a las 21.42 UTC-3 con 4,0 Richter